# Хроника Холодной войны (1982 год)
Хронология Холодной войны
- 1943
- 1944
- 1945
- 1946
- 1947
- 1948
- 1949
- 1950
- 1951
- 1952
- 1953
- 1954
- 1955
- 1956
- 1957
- 1958
- 1959
- 1960
- 1961
- 1962
- 1963
- 1964
- 1965
- 1966
- 1967
- 1968
- 1969
- 1970
- 1971
- 1972
- 1973
- 1974
- 1975
- 1976
- 1977
- 1978
- 1979
- 1980
- 1981
- 1982
- 1983
- 1984
- 1985
- 1986
- 1987
- 1988
- 1989
- 1990
- 1991

- 24 февраля: Президент Рональд Рейган объявляет об «Инициативе Карибского бассейна», направленной на предотвращение свержения правительств в регионе коммунистами.
- 22 марта: Президент Рональд Рейган подписывает Резолюцию 97-157, где осуждает правительство Советского Союза за нарушения основных прав человека в отношении собственных граждан.
- 2 апреля: Вооружённые силы Аргентины вторгаются на Фолклендские острова, начинается Фолклендская война.
- 30 мая: Испания присоединяется к НАТО.
- 6 июня: Армия обороны Израиля вторгается в Ливан, чтобы положить конец рейдам и столкновениям с базирующимися там сирийскими войсками.
- 14 июня: Фолклендские острова освобождены британской оперативной группой. Конец Фолклендской войны.
- 10 ноября: Смерть и похороны Леонида Брежнева. В СССР начинается «Пятилетка похорон», иначе называемая «Гонкой на лафетах».
- 14 ноября: Юрий Андропов становится Генеральным секретарём Советского Союза. Начало массового призыва студентов в Вооружённые силы СССР обостряет военную истерию и напряжённость в советском обществе.